# Vladimir Sergejevič Solovjov
Vladimir Sergejevič Solovjov, (rusko Влади́мир Серге́евич Соловьёв), ruski filozof, teolog, pesnik in literarni kritik. * 28. januar 1853, Moskva, Ruski imperij (sedaj Rusija), † 13. avgust 1900, posestvo Uzkoje, Moskovsko okrožje, Moskovska gubernija, Ruski imperij (sedaj Moskva, Rusija).
Solovjov je bil pomemben za razvoj ruske filozofije in pesništva ob koncu 19. stoletja in duhovno renesanso zgodnjega 20. stoletja.

## Življenje in delo
Rodil se je v Moskvi 28. januarja 1853. Njegov oče je bil zgodovinar Sergej Mihajlovič (1820–1879). Njegova mati, Poliksena Vladimirovna, je pripadala plemiški družini Romanovih in je izhajala iz ukrajinsko-poljske družine. Eden od njenih prednikov je bil mislec Grigorij Savič Skovoroda (1722–1794).
Kot najstnik je pravoslavno krščanstvo zavračal zaradi nihilizma. Kasneje je spremenil svoja prepričanja in se izražal skladno s stališči pravoslavne Cerkve. Do tega ga je privedlo lastno zavračanje pozitivizma. V svojem delu Kriza zahodne filozofije: proti pozitivistom (1874) je zavrgel pozitivistično zavračanje Aristotelovega esencializma ali filozofskega realizma. V tem delu je zavzel pozicijo intuitivnega noetičnega pregleda oziroma vpogleda. Zavest je dojemal kot integralno (sobornost) in kot tisto, ki zahteva tako fenomen (vrednoti ga z dianonio) in noumenon, ki ga vrednoti intuitivno. Solovjov meni, da pozitivizem vrednoti le fenomen objekta, zanika pa intuitivno realnost, ki jo ljudje izkušajo kot del svoje zavesti.
Solovjovova osnovna filozofija temelji na ideji, da lahko bistvo objekta (glej esencializem) vrednoti le intuicija in da zavest kot enotno organsko celoto tvori razum oz. logika, vendar ga izpolni nedualistična intuicija. Solovjov se je deloma poskušal spraviti z dualizmom (subjekt-objekt), ki ga najdemo v nemškem idealizmu.
Solovjov je bil prijatelj in zaupnik Fjodorja Mihajloviča Dostojevskega. V nasprotju z njim je bil Solovjov naklonjem rimskokatoliški Cerkvi. Želel si je ozdraviti shizmo (ekumenizem, sobornost) med pravoslavno in rimskokatoliško Cerkvijo. Iz njegovih del je jasno, da je sprejemal papeški primat nad vesoljno Cerkvijo, vendar v tem trenutku ni dovolj dokazov, ki bi podpirali trditev, da je uradno sprejel rimski katolicizem.
Solovojov se ni nikoli poročil in ni imel otrok. Prizadeval si je za idealizirano razmerje kot nesmrtno v svoji duhovni ljubezenski poeziji, ki vključuje dve ženski z imenom Sophia. Zavrnil je ponudbo mistične Ane Schmidt, za katero je izjavljal, da bo njegova nebeška sopotnica.
Umrl je kot brezdomni revež. Svojemu bratu Mihajlu Sergejeviču in nekaj kolegom je zaupal ohranjanje in promocijo svoje intelektualne zapuščine.

## Vpliv
Solovjov je bil eden od virov likov v Bratih Karamazovih F. M. Dostojevskega, in sicer za Aljošo in Ivana Karamazova. Njegov vpliv je opazen tudi v pisanju simbolistov in novoidealistov kasnejšega ruskega sovjetskega obdobja. Njegova knjiga Pomen ljubezni je lahko eden od filozofskih virov za Tolstojevo Kreutzerjevo sonato (1889). V tem delu je uvedel koncept syzygy, s katerim je označeval tesno povezanost.
Vplival je na religiozno filozofijo Nikolaja Berdjajeva, Sergeja Bulgakova, Pavla Florenskega, Nikolaja Losskega, Semjona Franka, na ideje Rudolfa Steinerja ter na poezijo in teorijo ruskih simbolistov Andreja Belija, Aleksandra Bloka, svojega brata Vsevoloda Sergejeviča in drugih. Hans Urs von Balthasar je raziskoval njegovo delo kot primer seven lay styles, ki razodevajo slavo božjega razodetja v 3. zvezku Gospodove slave (pp. 279–352).

## Sofiologija
Solovjovova filozofija temelji na helenistični filozofiji (Platon, Aristotel in Plotin) in zgodnji krščanski tradiciji, budizmu in hebrejski kabalistični tradiciji (Filon Aleksandrijski). Prav tako je študiral gnosticizem in dela Valentinija. Njegova religiozna filozofija je sinkretistična; spajala je filozofske elemente različnih religioznih tradicij s pravoslavnim krščanstvom in njegovo lastne izkušnje Sofie.
Svoje izkušnje z entiteto Sofia je opisoval tudi v svojih delih Tri izkušnje in predavanja o bogočloveškosti. Solovjovova spajanja je vodila želja spraviti oz. združiti se s tradicijo ruske pravoslavne Cerkve preko ruskega slovanofilskega koncepta o sobornosti. Njegova ruska religiozna filozofija je zelo močna vplivala na rusko simbolistično umetniško gibanje tistega časa. Njegovo učenje o Sofii, zamišljeni kot usmiljeni Božji modrosti, ki združuje in je primerljiva s hebrejsko Šekino ali drugimi tradicijami boginj, je Ruska pravoslavna Cerkev izven Rusije (ROCOR) proglasila za herezijo; moskovski patriarhat pa za zmotno in nepravoverno.

## Sobornost
Solovjov je hotel ustvariti filozofijo, ki bi lahko skozi sistem logike oz. razuma združila vsa telesa znanja ali disciplin misli, in spojila vse nasprotujoče si koncepte v en sistem. Središčna komponenta njegove celovite filozofske sprave je bil ruski slovanofilski koncept sobornosti (organski ali spontali red skozi integracijo; povezan je z rusko besedo za katoliški [vesoljni]). Solovjov je hotel najti in ovrednotiti osnovo - oz. nekaj, kar konflikti dojemajo kot skupno podlago - in z osredotočenjem na to osnovo ustanoviti absolutno enotnost ali integralno spojitev nasprotujočih si idej in/ali narodov.

## Kritike
Dimitrij Galkovski ga je leta 1988 kritiziral v filozofskem romanu Neskončna mrtva točka (Бесконечный тупик). Galkovski Solovjovovo ponotranjenje in kasnejšo odpoved nihilističnim pogledom razume kot dokaz oportunizma. Solovjovovo pisanje o teokraciji je označil kot posmehljiv hibrid slovanofilskega nacionalizma in zahodnega nihilizma.

## Navedki
Tako v svetem človeku aktualno dobro predpostavlja potencialno zlo; tako velik v svoji svetosti je zato, ker bi lahko bil velik tudi v zlu; premagal je moč zla, podredil jo je višjemu počelu in postala je osnova in nosilka dobrega.